# Вероніка колосиста
Вероніка колосиста (Veronica spicata) — багаторічна трав'яниста рослина, вид роду вероніка (Veronica) родини подорожникові (Plantaginaceae). Декоративна рослина

## Морфологічна характеристика
Кореневище тонке, горизонтальне.
Стебла висотою 15–50 (до 75) см, нечисленні або поодинокі, прямі або висхідні, міцні, прості, сіруваті від запушення або зелені.
Листки довжиною 1,5–8,5 см, шириною 0,3–3 см, супротивні, іноді верхні чергові, ланцетні до лінійних.
Суцвіття — верхівкова, одиночна, густа китиця довжиною 5–30 см, іноді в пазухах верхніх листків бувають бічні китиці; всі китиці звужені догори. Квітки на волохатих або залозистих квітконіжках; Чашечка війчата, з чотирьох, нерівних по довжині, довгастих, ланцетових часток; Віночок яскраво-блакитний або синій, іноді рожевий, фіолетовий або білий, довжиною 6–7 мм, розділений на чотири кілька відхилених в сторони, нерівних по ширині, ланцетних частини. Тичинки майже рівні або коротші від віночка, прямі; Пиляки яйцеподібні.
Плід — коробочка, оберненояйцеподібна або округла, дволопатева, на верхівці злегка виїмчаста, незначно запушена простими та залозистими волосками, з тупими на верхівці частками довжиною та шириною 2–4 мм. Насіння плоско-опукле, довжиною близько 0,75 мм та шириною близько 0,5 мм, широко яйцеподібне, тупе, гладке.

## Поширення
Вид поширений у Європі та Азії; в Україні у Прикарпатті, лісостепу, степу, росте на лісових галявинах, у степах та горах.